# 블루 스카이 스튜디오
블루 스카이 스튜디오(Blue Sky Studios)는 1987년, 크리스 웨지, 마이클 페라로, 칼 루드비히, 앨리슨 브라운, 유진 트로베츠코이에 의해 설립된, 미국의 컴퓨터 그래픽 기반의 애니메이션 영화 제작사이며, 코네티컷주 그리니치에 제작 스튜디오가 위치해 있다. 1982년, 컴퓨터 그래픽 & 특수 효과 제작 업체인 MAGI를 설립 한 이후, 디즈니에서 제작한 트론의 특수효과를 담당하였지만 막대한 적자로 MAGI가 파산하면서 1년뒤에 다시 설립한 것이 블루 스카이 스튜디오이다. 메이저 영화사를 통한 컴퓨터 그래픽 & 특수효과에 관한 제작 협력, TV 광고 제작회사였으나, 1997년, 20세기 폭스의 계열사로 합류한 이후부터는, 컴퓨터 그래픽 기반의 애니메이션에 제작에 관한 전략적 제휴를 맺게 된다. 2002년, 컴퓨터 그래픽을 기반으로 제작된 애니메이션과 특수효과의 융합을 토대로 만들어진 첫 3D 애니메이션 영화인 《아이스 에이지》를 개봉시킨다. 2013년, 《아이스 에이지》의 다람쥐인 스크랫을 블루 스카이 스튜디오의 공식 마스코트로 선정했다. 2017년, 블루 스카이 스튜디오 모기업 21세기 폭스가 월트 디즈니 컴퍼니에 인수되었다. 2021년 4월에 흥행 부진으로 존폐가 위태롭고 코로나19 장기화로 인해 블루 스카이 스튜디오만 폐업로 인해 20세기 스튜디오에 흡수합병을 하였다.

## 주요 작품 목록

### 장편 영화
| #  | 제목                             | 개봉일     | 예산            | 수익            | RT  | MC |
| -- | -------------------------------- | ---------- | --------------- | --------------- | --- | -- |
| 1  | 《아이스 에이지》                | 2002.3.15  | 5900만 달러     | 3억 8300만 달러 | 77% | 60 |
| 2  | 《로봇》                         | 2005.3.11  | 7500만 달러     | 2억 6100만 달러 | 64% | 64 |
| 3  | 《아이스 에이지 2》              | 2006.3.31  | 8000만 달러     | 6억 6100만 달러 | 57% | 58 |
| 4  | 《호튼》                         | 2008.3.14  | 8500만 달러     | 2억 9700만 달러 | 79% | 71 |
| 5  | 《아이스 에이지 3: 공룡시대》    | 2009.7.1   | 9000만 달러     | 8억 8700만 달러 | 45% | 50 |
| 6  | 《리오》                         | 2011.4.15  | 9000만 달러     | 4억 8500만 달러 | 72% | 63 |
| 7  | 《아이스 에이지 4: 대륙 이동설》 | 2012.7.13  | 9500만 달러     | 8억 7700만 달러 | 37% | 49 |
| 8  | 《에픽: 숲속의 전설》            | 2013.5.24  | 9300만 달러     | 2억 6800만 달러 | 64% | 52 |
| 9  | 《리오 2》                       | 2014.4.11  | 1억 300만 달러  | 5억 달러        | 48% | 49 |
| 10 | 《스누피: 더 피너츠 무비》       | 2015.11.6  | 1억 달러        | 2억 4600만 달러 | 86% | 67 |
| 11 | 《아이스 에이지: 지구 대충돌》   | 2016.7.22  | 1억 500만 달러  | 4억 800만 달러  | 11% | 35 |
| 12 | 《페르디난드》                   | 2017.12.15 | 1억 1100만 달러 | 2억 9600만 달러 | 72% | 58 |
| 13 | 《스파이 지니어스》              | 2019.12.25 | 1억 달러        | 1억 7100만 달러 | 77% | 54 |

## 관련 프로덕션
- 《아이스 에이지: 벅의 대모험》 (2022)
- 《니모나》 (2023)
- 《아이스 에이지6》 (2026)

### 단편 영화
| # | 제목                         | 개봉일           |
| - | ---------------------------- | ---------------- |
| 1 | 《버니》                     | 1998년           |
| 2 | 《스크랫의 모험》            | 2002년 11월 26일 |
| 3 | 《대빵이모의 영화 뒷이야기》 | 2005년 9월 27일  |
| 4 | 《스크랫의 도토리 무한도전》 | 2006년 11월 21일 |
| 5 | 《시드의 서바이벌 캠프》     | 2008년 12월 9일  |
| 6 | Umbrellacorn                 | 2013년 7월 26일  |
| 7 | Cosmic Scrat-tastrophe       | 2015년 11월 6일  |
| 8 | Scrat: Spaced Out            | 2016년 10월 11일 |

### 텔레비전 특집
| # | 제목                                 | 개봉일           |
| - | ------------------------------------ | ---------------- |
| 1 | 《아이스 에이지: 매머드 크리스마스》 | 2011년 11월 24일 |
| 2 | 《아이스 에이지: 알 찾기 대소동》    | 2016년 3월 20일  |

## 같이 보기
- 20세기 폭스 애니메이션
- 픽사
- 일루미네이션 엔터테인먼트